# Smarra albo demony nocy
Smarra albo demony nocy (fr.ː Smarra ou le démons de la nuit) – opowiadanie fantastyczne Charlesa Nodier z 1821 roku.

## Okoliczności powstania utworu
W 1820 roku Nodier wydał powieść Cypriena Bérarda Lord Ruthwen ou les Vampires, opartą na wydanym rok wcześniej opowiadaniu Johna Polidoriego. W tym samym roku napisał wspólnie z Pierre-Frédéric-Adolphe'm Caramouche'm i Achille-François-Léonardem de Jouffroy d'Abbansem melodramat Le Vampire oparty na tym samym utworze. W 1821 roku kontynuując tematykę nocnych duchów opublikował opowiadanie Smarra. Opowiadanie nie spotkało się z zainteresowaniem publiczności.

## Treść

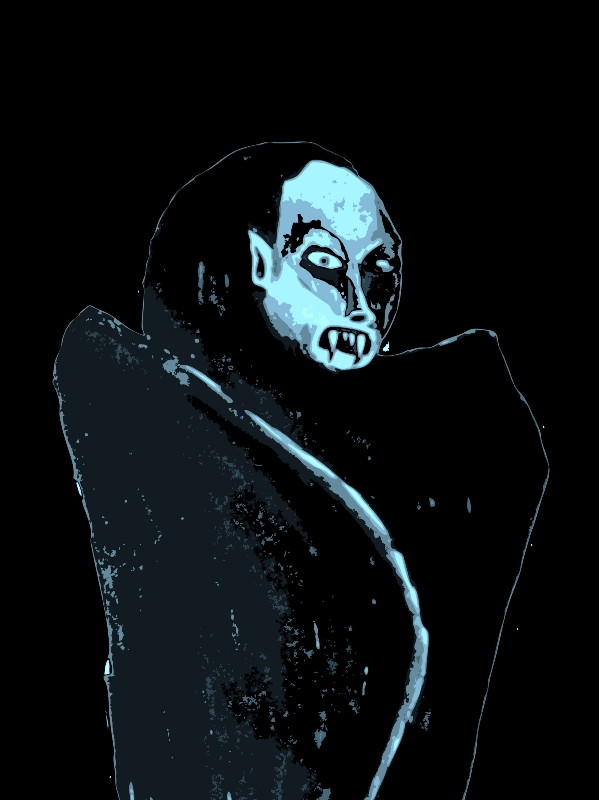

Utwór jest podzielony na pięć części w Prologu Lorenzo zwraca się do ukochanej Lisdis, która właśnie zasypia. W części drugiej, Ekspozycji, będącej snem Lorenza, narratorem staje się Lucjusz, który podróżuje konno do Larisy, a nie mogąc zasnąć przywołuje uwodzicielskie sny tesalskich czarownic. Nie jest jednak w stanie nad nimi zapanować. Oglądane obrazy stają się coraz mroczniejsze. Przedstawiają ofiary czarownic, nawiedzane przez nocne koszmary. Wśród tych nieszczęśników Lucjusz rozpoznaje swego przyjaciela Polemona. To on przejmuje narrację w kolejnej części utworu, Epizodzie. Polemon opowiada o swojej miłości do czarodziejki Meroe, która sprowadziła na niego senne koszmary prowadzące do szaleństwa i nekrofagii. Polemon opowiada we śnie o kolejnym śnie, w którym oprócz innych okropności pojawia się Smarra, potwór bez koloru i kształtu, którego imię jest dalmatyńskim słowem oznaczającym koszmar. Polemona ratują od obłędu dźwięki harfy Myrthé. Nie uwalnia to jednak od koszmaru Lucjusza, który w Epodzie śni, że został oskarżony o zamordowanie Polemona i Myrthé i ścięty. Jednak nawet ścięcie głowy nie może go uwolnić od koszmaru. Lucjusz staje twarzą w twarz z Meroe. Ta wyrywa serce z piersi jego przyjacielɑ, a Smarra, który teraz staje się prawdziwym wampirem gasi pragnienie pijąc jego krew. Lucjusz budzi się i widzi obok siebie martwych Polemona i Myrthé. W Epilogu Lisdis próbuje obudzić Lorenza, którego rozpaczliwe okrzyki świadczą o tym, że podąża on wciąż za logiką swego snu, choć łączą się one z bolesnym doświadczeniem zazdrości, którą przeżywał poprzedniego dnia.

## Analiza
Utwór stoi na pograniczu dwóch estetykː klasycznej i romantycznej. W przedmowie do drugiego wydania z 1832 roku Nodier pisał, że nowe tematy zostały podane antycznym wierszem. Budowa utworu składającego się z Prologu, Ekspozycji, Epizodu, Epody i Epilogu odwołuje się do zasad antycznej retoryki. Natomiast treść, która jak wskazuje autor jest pastiszem Metamorfoz Apulejusza, najbardziej romantycznego spośród autorów antycznych, stanowi jego zdaniem ową nową treść. Nodier przedstawia ją w formie marzenia sennego, uważa bowiem, że właśnie sen, a szczególnie koszmar może sprostać potrzebom nowej wrażliwości odbiorców. Wchodząc w logikę snu nie tylko zgłębia nowe możliwości wyrazu, ale też przechodzi od świadomości obudzonej do świadomości pogrążonej w marzeniu sennym z wszystkimi jej osobliwościami.

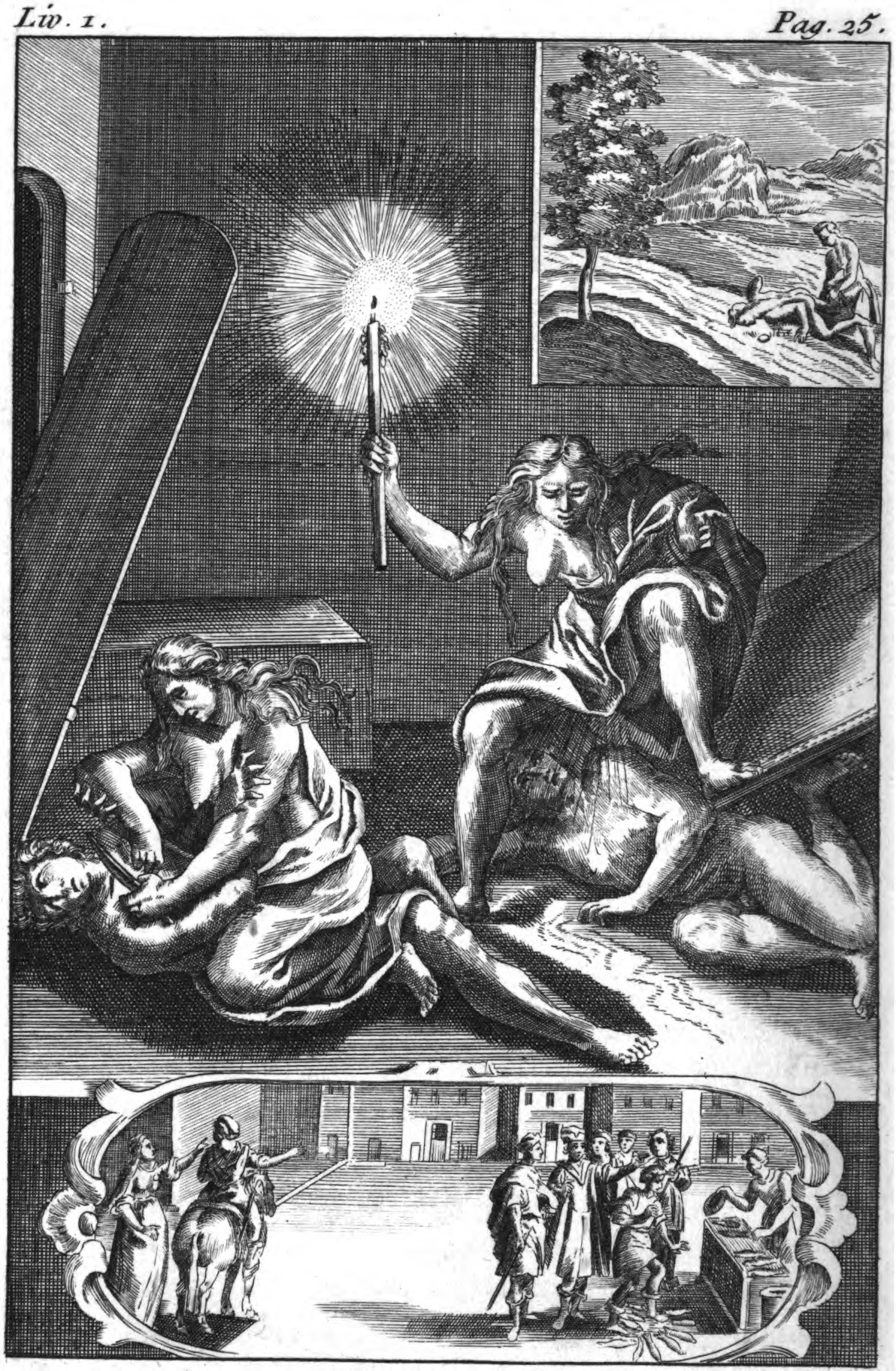
Meroe wyrywająca serce Sokratesowi

Kolejne części utworu zostały poprzedzone podwójnym cytatemː pierwszym z klasycznych poetów łacińskich (Tibullusa, Horacego, Katullusa, Wergiliusza i Klaudiusza), drugim, z arcyromantycznego w opinii Nodiera, Szekspira (głównie z Burzy). W celu wzmocnienia ekspresji pisarz posługuje się pierwszą osobą liczby pojedynczej. Narratorem przez większą część utworu jest Lucjusz, bohater Metamorofoz. Jego wypowiedź przerywa Polemon, kochanek Meroe, w Metamorfozach noszący imię Sokratesa. Scena ścięcia głowy Lucjuszowi stanowi nawiązanie do doświadczeń autora podczas Wielkiego Terroru francuskiej rewolucji, choć ma też swoją paralelę w trzeciej księdze Metamorfoz, kiedy Lucjusz, przyprowadzony przed sędziów zostaje skazany na śmierć i to śmierć potrójną. Nodier zwracał uwagę w swojej publicystyce, że uzasadnieniem wprowadzenia fantastyki do literatury jest między innymi potrzeba wyrażenia doświadczeń życia publicznego w innych formach niewyrażalnych.
Smarra jest tekstem refleksyjnym, który w zwartej strukturze retorycznej mieści tłum postaci, obrazów i słów, będących nośnikami odrębnych historii. Stanowi zaproszenie dla dwóch rodzajów czytelnikówː dla tych którzy zechcą śledzić umieszczone w niej tropy literackie oraz tych którzy zechcą odszyfrować zawartą w niej prawdę o ludzkiej nieświadomości.